# MAKE ME HAPPY
MAKE ME HAPPY（メイクミーハッピー）は、milktubのセカンドアルバムである。2009年12月23日にLantisより発売された。

## 収録曲
1. MAKE ME HAPPY
作詞曲／milktub　編曲／宮崎京一
2. 25時のAnswer
作詞／実ノ里　作編曲／斎藤悠弥
3. 世界を壊せ
作詞／milktub　作編曲／宮崎京一
4. Morning Bell
作詞／桑島由一　作編曲／milktub
5. ニルヴァーナ
作詞／桑島由一　作曲／milktub　編曲／ms-jacky
6. 人生ゲーム
作詞曲／milktub　編曲／milktub
7. 約束の歌
作詞／桑島由一　作編曲／milktub
8. 君と出会う未来
作詞／milktub　作編曲／若林大道
9. ロックンロールエロゲ
作詞／ATSUSHI　作曲／KATARU　作詞改訂／milktub　編曲／ms-jacky
  - ニューロティカの「ロックンロール風俗Part2」の替え歌。
  - 2009年7月14日にニコニコ動画とmyspaceで配信され、その後、コミックマーケットとM3即売会とライブ会場限定でパッケージ版が発売された。
  - シングルの収益は黒柳徹子を通じてユニセフに寄付された。
  - メンバーの意向により、シングル、アルバムとも歌詞が掲載されていない。
10. 春夏秋冬
作詞／milktub　作編曲／斎藤悠弥
11. SPARK STAR
作詞／桑島由一　作編曲／milktub